# Киевский район (Одесса)
Ки́евский район — район в Одессе, расположен на юге города.
Был создан 30 декабря 1962 года указом Президиума Верховного совета УССР. Имеет площадь 4770 га, 284 улицы и протяженность вдоль берега моря 12,6 км.

## Население и социальная инфраструктура
Численность населения Киевского района составляет — 256,6 тыс. чел., в том числе
- мужчины — 120,1 тыс. чел.
- женщины — 136,5 тыс. чел.

### Трудоспособное население района
Составляет 161,6 тыс. чел., в том числе:
- занятые в каких либо отраслях — 80,3 тыс. чел.
- незанятое население района — 100,5 тыс. чел.
- получившие статус безработных — 2,2 тыс. чел.

### Социальная инфраструктура
В районе расположено множество учебных и медицинских заведений, библиотек, санаториев, гостиниц, пансионатов, административных строений и торговых центров (супермаркетов и гипермаркетов).
Присутствует развитая дорожная сеть. Основную часть района составляет жилая застройка, однако на его границах присутствуют также и промышленные строения.
Район застроен типовыми 9-16-этажными домами, в меньшей степени 5-этажными «хрущёвками», но большую часть района составляет частный сектор с малоэтажными строениями.
В районе активно ведется строительство жилых и коммерческих зданий высотностью до 25 этажей и выше.
Имеется выход к морю, присутствует большое количество пляжей, как городских, так и «диких». Район в достаточной мере озеленён.
К Киевскому району также относится курортный ж/м «Люстдорф», в непосредственной близости от которого находится элитный коттеджный посёлок Совиньон. На территории района расположен уникальный Мемориал героической обороны Одессы, посвящённый героической обороне Одессы во время Великой Отечественной войны, в состав которого входят музей, выставка военной техники под открытым небом, батарея береговой обороны и большой парк — излюбленное место отдыха местных жителей.

## География

### Внутреннее деление
Частный Поселок " Дружный" основанный  в 1950 годах. Земли колхоза им. Карла Либкнехта выделялись участникам Великой отечественной войны для строительства жилых домов. Центральные улицы Правды, Эстонская, Чапаева, Эстафетная, 2 улицы Мичурина: четные и нечетные номера.
Дома все в жилом состоянии, земельные участки засажены садами. 
- ж\м «Таирова»,
- ж\м «Черемушки» (частично),
- ж\м «Большой Фонтан»,
- ж\м «Вузовский» («Дерибасовка»),
- ж\м «Школьный» («Ульяновский»),
- ж\м «Чубаевка»,
- «Царское село»,
- ж\м «Люстдорф» («Черноморка»),
- «Червоный хутор».

### Границы района
Внешняя граница территории аэропорта «Центральный»; территория "Школьный аэродром"; ул. Варненская, 27-7; ул. Героев Крут, 6-16; ул. Космонавтов, 17-1; Адмиральский проспект, 37-1; Фонтанская дорога,14-56; пер. Ванный, 2-20; побережье; граница города до аэропорта «Центральный».

## Экономика
Деловая активность малого и среднего бизнеса
В Киевском районе наиболее развиты те виды предприятий, деятельность которых направлена на обеспечение социальных условий жизни деятельности населения — торговля, народное образование, санитарно-курортные зоны. Всего в районе на регистрационном учёте состоит:
- юридические лица — 4442
- физические лица — 14553

На территории района расположено:
- 630 предприятий торговли,
- 104 предприятия общественного питания,
- 196 пунктов бытового обслуживания,
- 17 рынков и мини-рынков,

Доля малого предпринимательства в формировании доходной части бюджета района составляет 32,2 %.
За 2007 год в сфере малого бизнеса создано 7354 дополнительных рабочих места.
В том же году промышленными предприятиями малого бизнеса было изготовлено продукции, работ, услуг, на 15,9 млн грн. (в действующих ценах), что на 63,5 % выше уровня предыдущего года.

## Образование

### Высшие учебные заведения
- Одесский государственный экологический университет (Гидромет), (ул. Львовская, 15)
- Одесский институт предпринимательства и права Архивная копия от 29 сентября 2020 на Wayback Machine (ул. Варненская, 13а)
- Одесский Институт Финансов, Украинский Государственный Университет Финансов и Международной Торговли (ул. 25 Чапаевской Дивизии, 6)

### Среднее специальное

#### Училища
- Одесское высшее профессиональное училище торговли и технологии питания /ОВПУ (ул. 25 Чапаевской Дивизии, 6а)

#### Техникумы
- Одесский колледж компьютерных  технологий  (ул. Ак. Королева, 5)
- Техникум газовой и нефтяной промышленности при Одесской Национальной Академии Пищевых Технологий /ОНАПТ (ул. Левитана, 46а)

#### Академии учебные
- Современная гуманитарная академия (Микрорайон Вузовский, ул. Невского, 39)

### Начальное образование

#### Лицеи
- Одесский профессиональный лицей технологии и дизайна ЮГПУ им. К. Д. Ушинского Архивная копия от 21 февраля 2015 на Wayback Machine (Микрорайон Вузовский, ул. Александра Невского, 39)
- Одесский Экономический лицей (Люстдорфская дорога, д.33, бывшая Черноморская дорога)
- Просвита, школа-лицей (ул. Варненская, 13а)
- Черноморский лицей, частный I—III ступени (ул. Варненская, 3а)
- Одесский лицей №9 (пр. Академика Глушко, 1г)
- Одесский лицей № 81 (ул. Фонтанская дорога, 16)

#### Общеобразовательные школы
- Школы № 27 (Люстдорфская дорога, д.33, бывшая Черноморская дорога)
- Школа № 28 (ул. Ак. Филатова, д.13в, ранее с тем же № на Мастерской 14)
- Школа № 33 (ул. Космонавта Комарова, 5)
- Школа № 51 (Люстдорфская дор. 60, ранее с тем же № на Пироговской, 25)
- Школа № 55 (ул. Ильфа и Петрова, д.25, ранее с тем же № на Дальницкой, 58)
- Школа № 63 (ул. Ак. Королёва, 12)
- Школа № 65 (ул. Ак. Королёва, д.90, ранее с тем же № на Госпитальной 32)
- Школа № 72 (ул. Ильфа и Петрова, д.15-а, ранее с тем же № в пер. Нахимова, 8)
- Школа № 78 (Люстдорфская дор. 152)
- Школа № 80 Архивная копия от 2 марта 2022 на Wayback Machine (ул. Ильфа и Петрова, д.13, ранее с тем же № на Новосельского, 70)
- Школа № 82 Архивная копия от 15 марта 2022 на Wayback Machine (пр. Маршала Жукова, 12-а)
- Школа № 83 Архивная копия от 15 марта 2022 на Wayback Machine. Учебно-воспитательный комплекс "Гармония" гимназия №6 (ул.Невского, 43/2а)
- Школа № 84 Архивная копия от 7 августа 2020 на Wayback Machine (пр. Академика Глушко, 1/6)
- Школа № 86 Архивная копия от 15 марта 2022 на Wayback Machine (Ак. Вильямса, д.79, ранее с тем же № на Госпитальной, 92)
- Школа № 89 Архивная копия от 6 мая 2021 на Wayback Machine (ул. Ильфа и Петрова, 45)
- Школа № 106 (Одесский лицей «Фонтанский»)(Дачный пер. 1)
- № 263 школа-детсад (ул. Академика Вильямса, 54)
- № 222 учебно-воспитательное объединение (ул. 25 Чапаевской Дивизии, 1а)
- № 275 учебно-воспитательный комплекс Надежда (ул. Архитекторская, 20/2)
- № 283 учебно-воспитательный комплекс (пр. Академика Глушко, 36а)
- № 310 учебно-воспитательный комплекс (ул. Академика Вильямса, 85)
- Одесская гимназия №6, учебно-воспитательный комплекс Гармония (Александра Невского, д.43/2а, микрорайон Вузовский)

#### Дошкольное образование
- Аринка, центр раннего развития (ул. Ильфа и Петрова, 2)
- Смартум, центр раннего развития детей (ул. Академика Вильямса, 75)
- Вундеркинд (ул. Академика Королева, 12)
- Центр раннего развития детей Дети будущего (ул. Ивана Франко, 55)
- Центр творческого развития Домисолька (бизнес-центр «Фонтан» ул. Академика Королева, 92а)
- Школа раннего развития Капитошка (бизнес-центр «Фонтан» ул. Академика Королева, 92а)
- Крошка Ру, центр раннего развития (Аркадиевский пер, 3)
- Психологический центр Образ (бизнес-центр «Фонтан» ул. Академика Королева, 92а)
- Радуга, семейный клуб (бизнес-центр «Фонтан» ул. Академика Королева, 92а)
- Росток (ул. Варненская, 12б)
- Семейный центр Солнышко (бизнес-центр «Фонтан» ул. Академика Королева, 92а)
- Школа раннего развития Фудзи (ул. Космонавта Комарова, 8)
- Детский центр Корнюша (пр-т. Академика Глушко, 16)
- Детский сад Лапушка (ул. Ефима Геллера, 23)
- Школа Комплекс УВК «Интеллект» (ул. Академика Королёва, 58а)
- Детский садик, школа раннего развития ребёнка "Золотая рыбка" Архивная копия от 31 марта 2022 на Wayback Machine (ул. Космонавтов, 36)